# Dashanpusaurus
Dashanpusaurus là một chi khủng long, được Peng G. Ye Gao Y. Shu & Jiang S. mô tả khoa học năm 2005.